# Lei de Grimm
Na Linguística Histórica, dá-se o nome de Lei de Grimm a uma tendência fonética nas línguas germânicas, descoberta em 1822 e detalhadamente descrita por Jacob Grimm (autor, junto com seu irmão Wilhelm, mais conhecidos pelos contos dos irmãos Grimm). A lei explica as variações sofridas por várias consoantes indo-européias, por uma mutação que ocorreu na evolução das línguas germânicas:
- as consoantes aspiradas do indo-europeu, [bh, dh, gh], tornaram-se não aspiradas, [b, d, g];
- as sonoras, [b, d, g] tornaram-se surdas, [p, t, k];
- as surdas fixaram-se aspiradas, [f, θ, h].

Assim, por exemplo, a consoante d se converteu em t (latim duo, inglês two), k ou c passou a h (grego kardía, inglês heart), um t em th (latim tres, inglês three), um p em f (piscis/fish), e um g em k ou c (ager/acre).
A lei de Grimm não explicava certas exceções e foi completada posteriormente pela lei de Verner, que leva em conta a posição da sílaba tônica.
Além de sua relevância para a linguística germânica, a Lei de Grimm foi bastante influente, pois abriu um caminho de investigação e justificou o princípio da regularidade das leis fonéticas, a partir do qual se desenvolveu a fonética histórica e comparada.